# 金童話
金 童話（キム・ドンファ）は大韓民国の漫画家。1950年にソウル特別市で生まれる。
1975年に『私の天空』でデビュー。その後少女マンガを中心に作品を発表し、1980年代の韓国における純情漫画ブームを牽引し韓国を代表する漫画家となった。現在は創作活動以外にマンガサミットなどの国際交流活動に尽力し、2010年9月に開催された第11回国際マンガサミット富川大会では実行委員長を務めた。

## 作品一覧
- 『私の天空』
- 『私たちの物語』
- 『私の名はシンディ』
- 『妖精ピンク』
- 『昆虫少年』
- 『黄土色の物語』
- 『アカシア』
- 『英語の先生』
- 『韓国キーセン物語』